# GoFundMe
GoFundMe ist ein US-amerikanisches Unternehmen mit Sitz im kalifornischen Redwood City, dessen Geschäftsmodell die Vermittlung von Spendengeldern über eine Internetplattform ist. Die Spendenerhebung erfolgt hierbei nach dem Crowdfunding-Prinzip. Das heißt, eine große Anzahl an Privatpersonen kann in vergleichsweise kleinen Beträgen für einen bestimmten Zweck spenden. Die Empfänger des Geldes erstellen hierzu eine Website auf der Plattform, die den Spendenzweck erläutert. Oftmals handelt es sich dabei um bestimmte Lebensereignisse, für die Geld gesammelt wird. Diese Ereignisse decken ein breites Spektrum ab, von positiven Dingen wie Feiern oder Promotionen bis zu schwierigen Umständen im Sinne von Unfällen und Krankheiten, welche in Staaten mit lückenhaften Sozialversicherungen wie den Vereinigten Staaten durchaus private Existenzen bedrohen können. In den ersten zehn Jahren – von 2010 bis 2020 – wurden mehr als 9 Milliarden US-Dollar von über 120 Millionen Spendern vermittelt.

## Geschichte
Das Unternehmen wurde im Mai 2010 von Brad Damphousse und Andrew Ballester im kalifornischen San Diego gegründet. Beide hatten zuvor Paygr gegründet, einen Online-Marktplatz, auf dem die Mitglieder Dienstleistungen an private Kunden anbieten konnten. 2008 erweiterten sie ihre Tätigkeit um die Website „CreateAFund“, die als rudimentärer Vorläufer von GoFundMe gelten kann. Nach verschiedenen Funktionserweiterungen und Updates der Plattform erfolgte dann am 10. Mai 2010 der Relaunch der Seite unter dem heutigen Namen. Das Konzept wurde von den Nutzern gut angenommen, und die Plattform wächst seitdem ständig. So sammelte das Unternehmen mit seiner Plattform zum Beispiel bis März 2017 3 Milliarden US-Dollar ein bei einem damaligen monatlichen Spendenumsatz von bis zu 140 Millionen US-Dollar und generierte einen Jahresgewinn von 100 Millionen US-Dollar. Gleichzeitig wurde das Unternehmen damit zum größten seiner Art. Bis 2020 hat sich die Gesamtsumme der Spenden weiter erhöht und nunmehr verdreifacht.
Im Juni 2015 trennten sich Damphousse und Ballester von ihrer Mehrheitsbeteiligung und verkauften ihre Anteile – zu diesem Zeitpunkt mit 600 Millionen US-Dollar bewertet – an ein Konsortium aus den Investmentfirmen Accel Partners und Technology Crossover Ventures. In der Folge traten die beiden Gründer aus der aktiven Geschäftsführung des Unternehmens zurück und begleiten es nur noch in beratender Funktion, respektive im Fall von Ballester als Mitglied des Aufsichtsrates. Unter der neuen Führung übernahm GoFundMe dann im Januar 2017 den Konkurrenten CrowdRise.
Seit Ende 2017 ist das Unternehmen mit einem Büro in Berlin auch in Deutschland aktiv.

## Funktionsweise
Um Geld einzusammeln, erstellen die Spendenempfänger wie eingangs beschrieben eine Unterseite auf der GoFundMe-Website. Dort beschreiben sie ihr Anliegen, definieren den möglichst, aber nicht zwingend zu erreichenden Betrag und ergänzen Fotos und Videos zum Sachverhalt. Der Fokus des Geschäftsmodells der Plattform liegt dabei auf persönlichen Lebensereignissen. Exemplarisch sind das im Heimatmarkt Dinge wie Arztrechnungen, das Aufbringen von Ausbildungskosten und Studiengebühren, oder die Finanzierung von Gerichtskosten. Generell jedoch sind auch allgemeine Projektfinanzierungen möglich, wie sie für Künstler, Erfindungen oder Firmengründungen notwendig werden können.
Nachdem die Unterseite erstellt wurde, bietet die Plattform eine Integration dieser in diverse soziale Netzwerke wie Facebook, Twitter und Instagram an und motiviert die Empfänger gezielt dazu, virale Aufmerksamkeit für ihre Kampagne zu generieren. Auch können direkt über die Plattform E-mails mit einem Link zur Spendenseite versandt werden. Potenzielle Spender können dann einen Betrag ihrer Wahl via der im Internet üblichen Bezahlverfahren überweisen. Angeboten werden unter anderem Zahlungen via Kreditkarte, Giropay, Sofortüberweisung, PayPal und weitere. Im Anschluss an ihre Zahlung können Spender dann auch mit dem Kampagnenbetreiber interagieren, den Spendenstand verfolgen und beispielsweise Kommentare auf der Spendenseite hinterlassen.
Von den eingenommenen Spenden behält der Konzern als Gebühr pro Spende pauschal 0,25 Euro und weiter einen Prozentsatz vom Gesamtumsatz, der von Staat zu Staat variiert und in der Regel 2,90 % beträgt. Weiter schlägt die Plattform eine 'freiwillige Spende' für den Betrieb von GoFundMe in Höhe eines wählbaren Prozentsatzes vor, welche erst vergleichsweise umständlich aus dem Spendendialog entfernt werden muss.

## Finanzierung von medizinischen Behandlungskosten
Als Folge der Gestaltung des Gesundheitssystems der Vereinigten Staaten, in dem die Krankenversicherung in weiten Teilen freiwillig und privat organisiert ist, steigt der Anteil des Spendenumsatzes, der zur Deckung von fehlenden Versicherungsleistungen aufgebracht wird, kontinuierlich. Kritische Stimmen sehen darin zunehmend eine Kompensation von strukturellen Fehlern des Gesundheitssystems und bemängeln den Wandel in dessen Finanzierung weg von strukturierten Lösungen zu willkürlichen Almosen. So ist GoFundMe nach eigener Darstellung mittlerweile führender Anbieter bei der Beschaffung von medizinischen Online-Spenden und jede dritte Kampagne auf der Plattform soll Mittel für Kosten sammeln, die Privatpersonen durch medizinische Behandlungen entstehen. In Summe waren dies 2018 etwa 250.000 Kampagnen, die 650 Millionen US-Dollar umsetzten.
Rob Solomon – derzeitiger GoFundMe-Geschäftsführer (CEO) – äußerte sich Anfang 2019 dazu mit: “When we started in 2010, it [GoFundMe] wasn't purposefully set up and built to be a substitute for medical insurance. We weren't ever set up to be a health care company and we still are not. But over time, people have used GoFundMe for the most important issues they are faced with.” (Rob Solomon, deutsch: „Als wir 2010 begannen, wurde es [GoFundMe] nicht absichtlich als Ersatz für eine Krankenversicherung geschaffen und gebaut. Wir wurden nie als Gesundheitsunternehmen gegründet und wir sind es auch heute nicht. Aber im Laufe der Zeit haben die Menschen GoFundMe für die wichtigsten Probleme verwendet, mit denen sie konfrontiert werden.“) Ein halbes Jahr später ergänzte er in einem Interview noch, dass die zunehmende Beschaffung von Behandlungskosten auf der Plattform das Ergebnis schwerwiegender Probleme im US-Gesundheitswesen ist: “The system is terrible [...] there are people who are not getting relief from us or from the institutions that are supposed to be there. We shouldn't be the solution to a complex set of systemic problems.” (Rob Solomon, deutsch: „Das System ist schrecklich, [...] es gibt Menschen, die keine Unterstützung von uns oder von den Institutionen bekommen, die für sie da sein sollten. Wir sollten nicht die Lösung für ein vertracktes Bündel systemischer Probleme sein.“)